# Charles Beaumont
Charles Beaumont (Chicago, 2 de enero de 1929 – Woodland Hills, 21 de febrero de 1967) fue un escritor estadounidense de ficción y horror. Es recordado como el escritor de los episodios ‘El hombre aullador’, ‘Estática’, ‘Miniatura’, ‘El diablo de la impresora’ y ‘El número 12 se parece a ti’ de la serie de televisión The Twilight Zone. Además escribió los guiones de las películas Las 7 caras del Dr. Lao, El intruso y La máscara de la muerte roja. El novelista Dean R. Koontz se refirió en una ocasión a Beaumont como «una de las influencias seminales de todo escritor de lo fantástico y lo macabro». Beaumont también es el tema de un documental dirigido por Jason V. Brock, titulado ‘Charles Beaumont: The Short Life of Twilight Zone's Magic Man’.

## Biografía
Beaumont nació como ‘Charles Leroy Nutt’ en Chicago, hijo único  de Charles Hiram Nutt; auditor de cuentas de fletes para Chicago & Alton Railroad y Violet ‘Letty’ Phillips; ama de casa que había sido guionista en Essanay Studios en Hollywood.